# Sarah Rector
Sarah Rector, também conhecida como Sarah Rector Campbell e Sarah Campbell Crawford, (3 de março de 1902 – 22 de julho de 1967) foi uma magnata do petróleo americana desde a infância. Sob o Tratado de 1866, devido ao direito de nascença como neta negra de índios Creek nascidos antes da Guerra Civil Americana, ela herdou terras. Foi surpreendentemente descoberta rica em petróleo e produzia mais de US$ 300 (equivalente a US$ 9.800 em 2023) por dia, então ela era conhecida como a "Garota de Cor Mais Rica do Mundo".

## Início da vida e família
Sarah Rector nasceu em 1902 perto da cidade negra de Taft, localizada no Território indígena, que se tornou a parte oriental de Oklahoma. Ela tinha cinco irmãos. Seus pais eram Rose McQueen e o marido Joseph Rector (ambos nascidos em 1881), que eram netos negros de índios Creek antes da Guerra Civil, e eram descendentes da Nação Muscogee Creek após o Tratado de 1866. Como tal, eles e seus descendentes foram listados como libertos nos Dawes Rolls, pelos quais tinham direito a distribuições de terras sob o Tratado de 1866 feito pelos Estados Unidos com as Cinco tribos civilizadas.
O pai de Sarah, Joseph, era filho de John Rector, um Creek Freedman. O pai de John Rector, Benjamin McQueen, foi escravizado por Reilly Grayson, que era um índio Creek. A mãe de John Rector, Mollie McQueen, foi escravizada pelo Muscogee Opothleyahola, que lutou nas Guerras Seminoles e se separou da tribo, mudando seus seguidores para o Kansas. Sarah Rector recebeu 159,14 acres (64 hectares). Esta foi uma etapa obrigatória no processo de integração do Território Indígena com o Território de Oklahoma para formar o que hoje é o Estado de Oklahoma.

## Greve do petróleo e riqueza

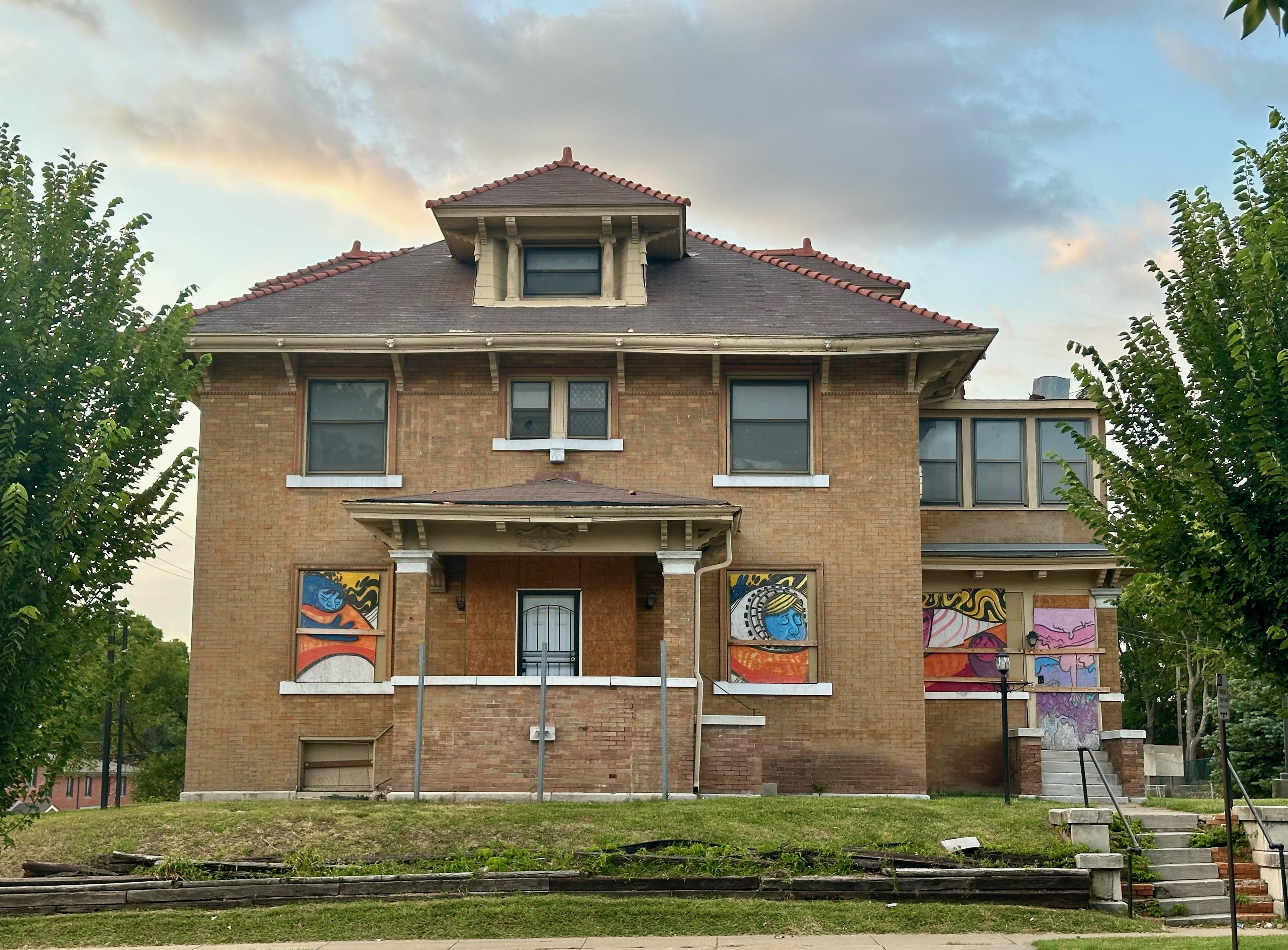
A casa histórica de Sarah Rector fica na 2000 E 12th St em Kansas City, Missouri.

A parcela atribuída a Sarah Rector estava localizada em Glenpool, a 60 milhas (97 km) de onde ela e sua família viviam. Seu solo infértil era considerado impróprio para a agricultura, com terras melhores sendo reservadas para colonos brancos e membros da tribo. A família vivia de forma simples, mas não na pobreza; no entanto, o imposto anual de propriedade de US$ 30 sobre a parcela de Sarah era um fardo tão grande que seu pai entrou com uma petição no Tribunal do Condado de Muskogee para vender a terra. Sua petição foi negada devido a certas restrições impostas à terra, então ele foi obrigado a continuar pagando os impostos.
Para ajudar a cobrir essa despesa, em fevereiro de 1911, Joseph Rector arrendou a parcela de Sarah para a Standard Oil Company. Em 1913, o perfurador de petróleo independente B.B. Jones construiu um poço "gusher" com um rendimento diário de 2.500 barris (400 m 3) de petróleo e US$ 300 (equivalente a US$ 9.800 em 2023) de renda. A lei na época exigia que índios de sangue puro, adultos negros e crianças que eram cidadãos do Território indígena com propriedades e dinheiro significativos fossem designados a tutores brancos "muito respeitados".  Assim, assim que Sarah começou a receber essa dádiva, houve pressão para mudar sua tutela de seus pais para um residente branco local e conhecido da família chamado T.J. (ou J.T.) Porter. Sua cota posteriormente se tornou parte do Campo de Petróleo Cushing-Drumright. Em outubro de 1913, ela recebeu royalties de US$ 11.567 (equivalente a US$ 357.000 em 2023).
À medida que as notícias da riqueza de Rector se espalhavam pelo mundo, ela recebeu pedidos de empréstimos, presentes em dinheiro e propostas de casamento, embora tivesse apenas 11 anos. Devido à sua riqueza, em 1913, a Legislatura de Oklahoma fez um esforço para que ela fosse declarada uma branca honorária, permitindo-lhe os benefícios de uma posição social elevada, como viajar em um vagão de primeira classe nos trens.
Em 1914, um jornal afro-americano, The Chicago Defender, começou a se interessar por Rector, assim como começaram os rumores de que ela era uma imigrante branca que estava sendo mantida na pobreza. O jornal publicou um artigo alegando má administração pelos guardiões brancos de sua propriedade. Isso fez com que os líderes afro-americanos nacionais Booker T. Washington e W. E. B. Du Bois ficassem preocupados com seu bem-estar. Em junho de 1914, um agente especial da National Association for the Advancement of Colored People (NAACP), James C. Waters Jr., enviou um memorando a Du Bois sobre sua situação. Waters estava se correspondendo com o Gabinete de Assuntos Indígenas e o United States Children's Bureau sobre preocupações com a má administração da propriedade de Rector. Ele escreveu sobre seu guardião financeiro branco: "Não é possível que ela seja cuidada de maneira decente e por pessoas de sua própria raça, em vez de por um membro de uma raça que negaria a ela e sua espécie o tratamento dado a um bom cão de quintal?"
Isso levou Du Bois a estabelecer o Departamento Infantil da NAACP, que investigou alegações de tutores brancos suspeitos de privar crianças negras de suas terras e riquezas. Washington também interveio para ajudar a família Rector. Em outubro daquele ano, ela foi matriculada na Escola Infantil, um internato no Instituto Tuskegee no Alabama, dirigido por Washington. Após a formatura, ela frequentou o Instituto.
Rector já era milionária quando completou 18 anos em 1920. Ela possuía ações, títulos, uma pensão, empresas e um pedaço de 2.000 acres (810 ha) de terras baixas de rio nobres. Naquela época, ela deixou Tuskegee e, com toda a sua família, mudou-se para Kansas City, Missouri. Ela comprou uma casa na 12th Street.
Logo após se mudar para Kansas City, quando ela tinha 17 ou 18 anos, ela se casou com o empresário local Kenneth Campbell em 1920. O casamento foi um assunto muito privado, com apenas a mãe de Rector e a avó paterna de Campbell presentes. O casal teve três filhos, Kenneth (nascido em 1925), Leonard (nascido em 1926) e Clarence (nascido em 1929), e eles se divorciaram em 1930. Em 1934, ela se casou com o dono do restaurante William Crawford.
Rector desfrutava de sua riqueza, com uma vida confortável e um gosto por roupas finas e carros. Ela organizou festas luxuosas e entreteve celebridades como Count Basie e Duke Ellington.
Ela perdeu a maior parte de sua riqueza durante a Grande Depressão e teve que vender a casa. Ficou conhecida como Rector House, comprada na década de 2010 pela United Inner City Services, a organização sem fins lucrativos vizinha com a intenção de restauração e preservação histórica e cultural.

## Morte
Ela morreu em 22 de julho de 1967, aos 65 anos. Ela foi enterrada no Cemitério Blackjack em sua cidade natal de infância, Taft.

## Na mídia
A luta de Sarah Rector por sua riqueza petrolífera foi adaptada para o filme Sarah's Oil, filmado principalmente em Okmulgee, Oklahoma, em meados de 2024.